# Stade Dudelange
Stade Dudelange foi uma equipe luxemburguesa de futebol com sede em Dudelange. Disputava a primeira divisão de Luxemburgo (Campeonato Luxemburguês de Futebol).
Seus jogos foram mandados no Stade Aloyse Meyer, que possui capacidade para 3.000 espectadores.

## História
O Stade Dudelange foi fundado em 1913.
Em 1991, se fundiu, e é agora uma parte do F91 Dudelange.